# Morti nel 2015/Febbraio
| Questa pagina contiene informazioni ricavate automaticamente dalle voci biografiche con l'ausilio del template Bio e di un bot. L'aggiornamento è periodico e automatico e ricostruisce completamente la pagina. Se manca una persona in questa lista, sei pregato di non aggiungerla, ma accertati piuttosto che la sua voce biografica contenga il template Bio e che i dati anagrafici siano correttamente compilati. Se il template Bio manca, inseriscilo tu stesso o, in alternativa, metti l'avviso {{tmp\|Bio}} che ne segnala la mancanza. Se i dati riportati sono sbagliati, correggi direttamente la voce biografica; le modifiche saranno visibili in questa lista entro pochi giorni. Per chiarimenti vedi il progetto biografie. La lista contiene solo le 190 persone che sono citate nell'enciclopedia e per le quali è stato implementato correttamente il template Bio. Pagina aggiornata al 10 apr 2025. |

- 1º febbraio - Giacomo Bellucci, compositore italiano (n. 1928)
- 1º febbraio - Vincenzo Bonazza, scrittore e poeta italiano (n. 1947)
- 1º febbraio - Aldo Ciccolini, pianista italiano (n. 1925)
- 1º febbraio - Ron Johnson, cestista statunitense (n. 1938)
- 1º febbraio - Martin Ťapák, regista, attore e ballerino slovacco (n. 1926)
- 2 febbraio - Joseph Alfidi, pianista, compositore e direttore d'orchestra statunitense (n. 1949)
- 2 febbraio - Frank Borghi, calciatore statunitense (n. 1925)
- 2 febbraio - Dalmo Gaspar, allenatore di calcio e calciatore brasiliano (n. 1932)
- 2 febbraio - Ken Hawkes, calciatore inglese (n. 1933)
- 2 febbraio - Natale Iamonte, mafioso italiano (n. 1927)
- 2 febbraio - Karl-Erik Palmér, calciatore svedese (n. 1929)
- 2 febbraio - Renato Paracchi, attore italiano (n. 1929)
- 2 febbraio - Ilijas Pašić, allenatore di calcio e calciatore jugoslavo (n. 1934)
- 2 febbraio - Piero Provezza, allenatore di calcio e calciatore italiano (n. 1929)
- 2 febbraio - Stewart Stern, sceneggiatore e attore statunitense (n. 1922)
- 3 febbraio - Martin Gilbert, storico inglese (n. 1936)
- 3 febbraio - Max Mangold, linguista tedesco (n. 1922)
- 3 febbraio - Ion Nunweiller, allenatore di calcio e calciatore rumeno (n. 1936)
- 3 febbraio - Ataúlfo Sánchez, allenatore di calcio e calciatore argentino (n. 1934)
- 4 febbraio - Dmitrij Bagrjanov, lunghista russo (n. 1967)
- 4 febbraio - John Barber, pilota automobilistico britannico (n. 1929)
- 4 febbraio - Ade Capone, fumettista e autore televisivo italiano (n. 1958)
- 4 febbraio - Henryk Cegielski, cestista polacco (n. 1945)
- 4 febbraio - Ziyad Khalaf Raja al-Karbuli, terrorista iracheno
- 4 febbraio - Odete Lara, attrice, cantante e scrittrice brasiliana (n. 1929)
- 4 febbraio - Mario Marti, critico letterario italiano (n. 1914)
- 4 febbraio - Umberto Paganelli, pattinatore artistico a rotelle italiano (n. 1956)
- 4 febbraio - Monica Scattini, attrice italiana (n. 1956)
- 4 febbraio - Sagida al-Rishawi, terrorista irachena
- 5 febbraio - Henrik Coppens, calciatore e allenatore di calcio belga (n. 1930)
- 5 febbraio - Marisa Del Frate, cantante, attrice e showgirl italiana (n. 1931)
- 5 febbraio - Val Fitch, fisico statunitense (n. 1923)
- 5 febbraio - Anne Moody, scrittrice e attivista statunitense (n. 1940)
- 5 febbraio - Anna Vigone, veterinaria italiana (n. 1930)
- 6 febbraio - André Brink, scrittore sudafricano (n. 1935)
- 6 febbraio - Assia Djebar, scrittrice, poetessa e saggista algerina (n. 1936)
- 6 febbraio - Jacques Kamb, fumettista e sceneggiatore francese (n. 1933)
- 6 febbraio - Kayla Mueller, attivista statunitense (n. 1988)
- 6 febbraio - Alan Nunnelee, politico statunitense (n. 1958)
- 6 febbraio - Oleg Černikov, scacchista russo (n. 1936)
- 7 febbraio - Joseph Gaydos, politico statunitense (n. 1926)
- 7 febbraio - Éric Jourdan, scrittore francese (n. 1938)
- 7 febbraio - Sali Kelmendi, politico e ingegnere albanese (n. 1947)
- 7 febbraio - Gian Carlo Riccardi, artista, pittore e regista teatrale italiano (n. 1933)
- 7 febbraio - Marshall Rosenberg, psicologo statunitense (n. 1934)
- 7 febbraio - Renato Rustico, calciatore italiano (n. 1925)
- 7 febbraio - Dean Smith, cestista e allenatore di pallacanestro statunitense (n. 1931)
- 8 febbraio - Kenji Ekuan, designer giapponese (n. 1929)
- 8 febbraio - Vincent Valentine Egwuchukwu Ezeonyia, vescovo cattolico nigeriano (n. 1941)
- 8 febbraio - John Hart, ballerino, coreografo e direttore artistico britannico (n. 1921)
- 8 febbraio - Rauni-Leena Luukanen-Kilde, medico finlandese (n. 1939)
- 8 febbraio - Calixto Méndez, allenatore di calcio e calciatore spagnolo (n. 1937)
- 8 febbraio - Massimo Rendina, giornalista e partigiano italiano (n. 1920)
- 8 febbraio - Müzeyyen Senar, cantante turca (n. 1918)
- 8 febbraio - Luigi Tonani, calciatore italiano (n. 1939)
- 8 febbraio - Thom Wilson, produttore discografico statunitense
- 8 febbraio - Anselmo Zurlo, medico e politico italiano (n. 1925)
- 9 febbraio - Horst Borcherding, calciatore tedesco (n. 1930)
- 9 febbraio - Angelo Maria Jacazzi, politico e partigiano italiano (n. 1926)
- 9 febbraio - Marvin Levy, compositore statunitense (n. 1932)
- 9 febbraio - Nadja Röthlisberger, giocatrice di curling svizzera (n. 1972)
- 9 febbraio - Ed Sabol, regista statunitense (n. 1916)
- 10 febbraio - Karl Becker, cardinale e teologo tedesco (n. 1928)
- 10 febbraio - Aroldo Casali, tiratore a segno sammarinese (n. 1925)
- 10 febbraio - Renato Crotti, imprenditore e scrittore italiano (n. 1921)
- 10 febbraio - Manrico Gammarota, attore, regista e autore televisivo italiano (n. 1955)
- 10 febbraio - Manfred Wagner, calciatore tedesco (n. 1938)
- 11 febbraio - Sally Gabori, artista e costumista australiana (n. 1924)
- 11 febbraio - Gary Glick, giocatore di football americano statunitense (n. 1930)
- 11 febbraio - Roger Hanin, attore, sceneggiatore e regista francese (n. 1925)
- 11 febbraio - Gus Moffat, allenatore di calcio e calciatore scozzese (n. 1948)
- 11 febbraio - Jerry Tarkanian, allenatore di pallacanestro statunitense (n. 1930)
- 12 febbraio - Steve Strange, cantante e attore britannico (n. 1959)
- 12 febbraio - Dušan Jakomin, giornalista, saggista e etnografo italiano (n. 1925)
- 12 febbraio - Jean Lechantre, calciatore francese (n. 1922)
- 12 febbraio - Movita, attrice statunitense (n. 1916)
- 12 febbraio - Nik Abdul Aziz Nik Mat, politico malese (n. 1931)
- 12 febbraio - Gary Owens, attore e doppiatore statunitense (n. 1934)
- 12 febbraio - Nina Zaznobina, cestista sovietica (n. 1927)
- 12 febbraio - Cornelis Pieter van den Hoek, partigiano olandese (n. 1921)
- 13 febbraio - Livio Garzanti, editore e scrittore italiano (n. 1921)
- 13 febbraio - Joaquim Machado, calciatore portoghese (n. 1923)
- 13 febbraio - Albert Nijenhuis, matematico olandese (n. 1926)
- 13 febbraio - Franco Nodari, calciatore italiano (n. 1939)
- 14 febbraio - Tito Bottà, politico italiano (n. 1943)
- 14 febbraio - Michele Ferrero, imprenditore italiano (n. 1925)
- 14 febbraio - Alan Howard, attore inglese (n. 1937)
- 14 febbraio - Louis Jourdan, attore francese (n. 1921)
- 14 febbraio - Philip Levine, poeta statunitense (n. 1928)
- 14 febbraio - Ammouri Mbarek, cantante berbero (n. 1951)
- 14 febbraio - Franjo Mihalić, maratoneta e mezzofondista jugoslavo (n. 1920)
- 14 febbraio - Wim Ruska, judoka e wrestler olandese (n. 1940)
- 15 febbraio - Michail Kulakov, pittore russo (n. 1933)
- 15 febbraio - Oreste Pipolo, fotografo italiano (n. 1949)
- 15 febbraio - Eileen Essell, attrice britannica (n. 1922)
- 15 febbraio - Talus Taylor, insegnante e scrittore statunitense (n. 1929)
- 15 febbraio - Giuliano Vasilicò, regista e drammaturgo italiano (n. 1940)
- 15 febbraio - Arnaud de Borchgrave, giornalista belga (n. 1926)
- 16 febbraio - Clyde Duncan, giocatore di football americano statunitense (n. 1961)
- 16 febbraio - Lasse Braun, regista e scrittore italiano (n. 1936)
- 16 febbraio - Lesley Gore, cantante statunitense (n. 1946)
- 16 febbraio - Aleksandr Melent'ev, tiratore a segno kirghiso (n. 1954)
- 16 febbraio - Lorena Rojas, attrice e cantante messicana (n. 1971)
- 16 febbraio - Olga Tőrös, ginnasta ungherese (n. 1914)
- 17 febbraio - Alberto Coramini, calciatore italiano (n. 1944)
- 17 febbraio - Andrzej Koszewski, compositore e musicologo polacco (n. 1922)
- 17 febbraio - Antonio Lanfranchi, arcivescovo cattolico e abate italiano (n. 1946)
- 18 febbraio - Cass Ballenger, politico statunitense (n. 1926)
- 18 febbraio - Claude Criquielion, ciclista su strada belga (n. 1957)
- 18 febbraio - Jerome Kersey, cestista e allenatore di pallacanestro statunitense (n. 1962)
- 18 febbraio - Liu Jianli, cestista cinese (n. 1957)
- 18 febbraio - Franco Montagna, matematico e logico italiano (n. 1948)
- 18 febbraio - Dante Notaristefano, avvocato, politico e funzionario italiano (n. 1928)
- 18 febbraio - Al'bert Val'tin, cestista sovietico (n. 1937)
- 19 febbraio - Ivan Davidov, calciatore bulgaro (n. 1943)
- 19 febbraio - Gérard Ducarouge, ingegnere francese (n. 1941)
- 19 febbraio - Nevio Felicetti, politico italiano (n. 1925)
- 19 febbraio - Harold Johnson, pugile statunitense (n. 1928)
- 19 febbraio - Lígia Maria Moraes, cestista brasiliana (n. 1973)
- 19 febbraio - Mudaffar Sjah, sovrano e politico indonesiano (n. 1935)
- 19 febbraio - Mats Olausson, tastierista svedese (n. 1961)
- 20 febbraio - Ibrahim Biogradlić, calciatore jugoslavo (n. 1931)
- 20 febbraio - Bruno Bollini, calciatore francese (n. 1933)
- 20 febbraio - Gérard Calvi, compositore francese (n. 1922)
- 20 febbraio - Wayne Moore, nuotatore statunitense (n. 1931)
- 20 febbraio - Patricia Norris, costumista e scenografa statunitense (n. 1931)
- 20 febbraio - Enrico Panunzio, scrittore e poeta italiano (n. 1923)
- 20 febbraio - Velia Sacchi, partigiana e giornalista italiana (n. 1921)
- 20 febbraio - Piero Torriti, storico dell'arte, critico d'arte e funzionario italiano (n. 1924)
- 20 febbraio - Dick Triptow, cestista e allenatore di pallacanestro statunitense (n. 1922)
- 20 febbraio - Markku Tuokko, discobolo e pesista finlandese (n. 1951)
- 21 febbraio - Annalisa Bossi, tennista tedesca (n. 1915)
- 21 febbraio - Aleksej Aleksandrovič Gubarev, cosmonauta sovietico (n. 1931)
- 21 febbraio - Mychajlo Koman, allenatore di calcio e calciatore sovietico (n. 1928)
- 21 febbraio - Luca Ronconi, attore e regista teatrale italiano (n. 1933)
- 21 febbraio - Bruce Sinofsky, regista, produttore cinematografico e montatore statunitense (n. 1956)
- 21 febbraio - Clark Terry, trombettista e compositore statunitense (n. 1920)
- 21 febbraio - Daniel Topolski, canottiere, giornalista e scrittore britannico (n. 1945)
- 22 febbraio - Pasquale Carminucci, ginnasta italiano (n. 1937)
- 22 febbraio - Ezio Leoni, compositore, arrangiatore e produttore discografico italiano (n. 1927)
- 22 febbraio - Chris Rainbow, cantante, compositore e produttore discografico scozzese (n. 1946)
- 22 febbraio - Carmine Schiavone, mafioso e collaboratore di giustizia italiano (n. 1943)
- 22 febbraio - Alison Seebohm, attrice britannica (n. 1939)
- 23 febbraio - James Aldridge, giornalista e romanziere australiano (n. 1918)
- 23 febbraio - Emidio Cavigioli, calciatore italiano (n. 1925)
- 23 febbraio - Claudio Cianca, partigiano e politico italiano (n. 1913)
- 23 febbraio - Nicola Fusco, calciatore italiano (n. 1924)
- 23 febbraio - Paul Gemperli, avvocato, politico e militare svizzero (n. 1930)
- 23 febbraio - Cesare Montalbetti, fotografo e regista italiano (n. 1946)
- 23 febbraio - Rolla Seshagiri Rao, botanico indiano (n. 1921)
- 23 febbraio - Bruno Schacherl, giornalista, traduttore e antifascista italiano (n. 1920)
- 23 febbraio - Teisuke Tanaka, pilota motociclistico giapponese (n. 1937)
- 23 febbraio - Evgenij Tatarskij, regista sovietico (n. 1938)
- 23 febbraio - Ben Woolf, attore statunitense (n. 1980)
- 24 febbraio - Pierrette Favarger, ceramista e scultrice svizzera (n. 1924)
- 24 febbraio - Irving Kahn, imprenditore e dirigente d'azienda statunitense (n. 1905)
- 24 febbraio - Martina Kniezková, atleta paralimpica ceca (n. 1975)
- 24 febbraio - Rahat Álıev, diplomatico kazako (n. 1962)
- 24 febbraio - Aleksandr Samuilovič Šejn, regista sovietico (n. 1933)
- 25 febbraio - Harve Bennett, produttore cinematografico, produttore televisivo e sceneggiatore statunitense (n. 1930)
- 25 febbraio - Robert Brisart, filosofo belga (n. 1953)
- 25 febbraio - Eugenie Clark, ittiologa statunitense (n. 1922)
- 25 febbraio - Nuccio Messina, giornalista italiano (n. 1929)
- 25 febbraio - Antonio Monselesan, attore e allenatore di pugilato italiano (n. 1941)
- 25 febbraio - Marino Ronchi, pittore, illustratore e critico d'arte italiano (n. 1921)
- 25 febbraio - Marian Szeja, calciatore polacco (n. 1941)
- 26 febbraio - Arnol'd Bel'gardt, pistard sovietico (n. 1937)
- 26 febbraio - Bob Braithwaite, tiratore a volo britannico (n. 1923)
- 26 febbraio - Angelo Raffaele Dinardo, politico italiano (n. 1932)
- 26 febbraio - Ron Foster, attore statunitense (n. 1930)
- 26 febbraio - Antonietta Gallone Galassi, fisica italiana (n. 1928)
- 26 febbraio - Earl Lloyd, cestista e allenatore di pallacanestro statunitense (n. 1928)
- 26 febbraio - Branko Martinović, lottatore jugoslavo (n. 1937)
- 26 febbraio - Remo Pennati, calciatore italiano (n. 1939)
- 26 febbraio - Giacomo Rondinella, cantante e attore italiano (n. 1923)
- 26 febbraio - Avijit Roy, scrittore e attivista bangladese (n. 1972)
- 27 febbraio - Giovanni Azzaretti, politico italiano (n. 1933)
- 27 febbraio - Richard Bakalyan, attore statunitense (n. 1931)
- 27 febbraio - Pasquale Barra, mafioso italiano (n. 1942)
- 27 febbraio - Nadia Hilou, politica palestinese (n. 1953)
- 27 febbraio - Boris Nemcov, politico russo (n. 1959)
- 27 febbraio - Leonard Nimoy, attore, regista e sceneggiatore statunitense (n. 1931)
- 27 febbraio - Valerij Samochin, calciatore sovietico (n. 1947)
- 27 febbraio - Julio César Strassera, avvocato e giurista argentino (n. 1933)
- 28 febbraio - Clifford Edmund Bosworth, storico, iranista e arabista britannico (n. 1928)
- 28 febbraio - Yaşar Kemal, scrittore e giornalista turco (n. 1923)
- 28 febbraio - Ezra Laderman, compositore statunitense (n. 1924)
- 28 febbraio - Anthony Mason, cestista statunitense (n. 1966)
- 28 febbraio - Gigi Vesigna, giornalista italiano (n. 1932)
- 28 febbraio - Carel Visser, artista e scultore olandese (n. 1928)